# Wulf Flemming
Wulf Flemming (* 28. September 1941; † 19. Dezember 2021) war ein österreichischer Regisseur und Filmproduzent.

## Leben
Wulf Flemming war seit 1963 mit der Juristin und ehemalige Politikerin Marilies Flemming (1933–2023), geborene Oertl, verheiratet. Beider Kinder wurden 1964 und 1966 geboren. Als Regisseur einer Fernsehserie (Onkel Guido) trat Flemming erstmals 1966 in Erscheinung. Neben seinen Regiearbeiten hatte Flemming mit seiner Produktionsfirma Teamfilm zahlreiche österreichische Filmklassiker mitverantwortet, wie etwa Axel Cortis Film-Trilogie über die Wege deutscher, österreichischer und tschechischer Emigranten Wohin und zurück, Fritz Lehners Fernsehfilm über das Leben des Komponisten Franz Schubert Mit meinen heißen Tränen, Xaver Schwarzenbergers Film über ein Treffen von Schulfreundinnen nach nahezu 30 Jahren Lamorte oder Götz Spielmanns Krimidrama Die Fremde und den Episodenfilm Antares. Flemming war auch an den satirischen Weihnachtskomödien-Klassikern Single Bells und O Palmenbaum beteiligt. Ebenfalls war er mit seiner Teamfilm Produzent der Verfilmungen der ersten vier Simon-Polt-Bücher von Alfred Komarek. 2003 wurde in einer Presseaussendung des ORF über Flemming geschrieben, dass er „sich schon ein bisschen melancholisch [zeigt] bei dem Gedanken, dass der ‚Polt‘ zu Ende geht“ und wurde er zitiert mit: „Es ist einfach ein schönes Projekt gewesen, aber es war schon immer als Vierjahreszeitenzyklus konzipiert und deshalb würde ich nicht weitermachen wollen. Einen Polt 5 wird es niemals geben.“
Von 1972 bis 1991 war auch Wulfs Ehefrau, trotz ihrer Tätigkeit als Bundesministerin für Umwelt, Jugend und Familie (ÖVP), als Geschäftsführerin und Gesellschafterin in der Filmproduktionsfirma ihres Mannes tätig, ohne dies dem Unvereinbarkeitsausschuss gemeldet zu haben; 1991 trat sie aufgrund massiver Kritik der Opposition als Ministerin zurück. Die Firma hatte während Marilies Flemmings Amtszeit mehrere Aufträge vom ORF bekommen.
Wulf Flemming ist am 19. Dezember 2021 verstorben.

## Filmografie

### Regie
- 1966: Onkel Guido
- 1970: Sonntag in Europa – Berlin
- 1970: Die Albertina – Ein Direktor stellt sein Haus vor
- 1971: Fünf Frauen: Beispiele zur Emanzipation
- 1972: Kennst du das Land?
- 1973: Der Traum und die Wirklichkeit

### Produktion
- 1977: G’schichten aus Österreich (Fernsehserie, Folge Ein ganz normaler Tag)
- 1983: Der Stille Ozean (Spielfilm, AT/BRD 1983, Schwarzweiß)[6]
- 1986: Die Dreckschleuder (Fernsehfilm)
- 1990: Tunnelkind
- 1994: Tonino und Toinette (Fernsehfilm)
- 1995: Die Nacht der Nächte (Fernsehfilm)
- 1995: Lovers
- 2000: Die Fremde
- 2004: Antares
- 2007: Muttis Liebling (Fernsehfilm)
- 2008: Daniel Käfer – Die Schattenuhr (Fernsehfilm)

Polt-Verfilmungen (Fernsehfilme):
- 2000: Polt muss weinen
- 2001: Blumen für Polt
- 2003: Himmel, Polt und Hölle
- 2003: Polterabend

## Auszeichnungen
- 1971: 5. Fernsehpreis der Erwachsenenbildung (für Fünf Frauen: Beispiele zur Emanzipation)[8]
- 2003: Romy (Bester Produzent)
- 2008: Preis Innovative Produktionsleistung der VAM für außergewöhnliche Produktionsleistung im Bereich Film des Diagonale – Festival des österreichischen Films[9]